# Wellersburg
Wellersburg és una població dels Estats Units a l'estat de Pennsilvània. Segons el cens del 2000 tenia 176 habitants.

## Demografia
Segons el cens del 2000, Wellersburg tenia 176 habitants, 84 habitatges, i 51 famílies. La densitat de població era de 86 habitants/km².
Dels 84 habitatges en un 15,5% hi vivien nens de menys de 18 anys, en un 45,2% hi vivien parelles casades, en un 10,7% dones solteres, i en un 38,1% no eren unitats familiars. En el 36,9% dels habitatges hi vivien persones soles el 17,9% de les quals corresponia a persones de 65 anys o més que vivien soles. El nombre mitjà de persones vivint en cada habitatge era de 2,1 i el nombre mitjà de persones que vivien en cada família era de 2,63.
Per edats la població es repartia de la següent manera: un 15,9% tenia menys de 18 anys, un 6,8% entre 18 i 24, un 28,4% entre 25 i 44, un 27,3% de 45 a 60 i un 21,6% 65 anys o més.
L'edat mediana era de 44 anys. Per cada 100 dones de 18 o més anys hi havia 87,3 homes.
La renda mediana per habitatge era de 21.111$ i la renda mediana per família de 23.750$. Els homes tenien una renda mediana de 24.688$ mentre que les dones 18.750$. La renda per capita de la població era de 14.495$. Entorn del 4,3% de les famílies i el 5,4% de la població estaven per davall del llindar de pobresa.

## Poblacions més properes
El següent diagrama mostra les poblacions més properes.